# Urgleptes franciscanus
Urgleptes franciscanus là một loài bọ cánh cứng trong họ Cerambycidae.